# Marronnage à Bourbon
 (avril 2023).
La mise en forme du texte ne suit pas les recommandations de Wikipédia : il faut le « wikifier ».
Les points d'amélioration suivants sont les cas les plus fréquents. Le détail des points à revoir est peut-être précisé sur la page de discussion.
- Les titres sont pré-formatés par le logiciel. Ils ne sont ni en capitales, ni en gras.
- Le texte ne doit pas être écrit en capitales (les noms de famille non plus), ni en gras, ni en italique, ni en « petit »…
- Le gras n'est utilisé que pour surligner le titre de l'article dans l'introduction, une seule fois.
- L'italique est rarement utilisé : mots en langue étrangère, titres d'œuvres, noms de bateaux, etc.
- Les citations ne sont pas en italique mais en corps de texte normal. Elles sont entourées par des guillemets français : « et ».
- Les listes à puces sont à éviter, des paragraphes rédigés étant largement préférés. Les tableaux sont à réserver à la présentation de données structurées (résultats, etc.).
- Les appels de note de bas de page (petits chiffres en exposant, introduits par l'outil «  Source ») sont à placer entre la fin de phrase et le point final[comme ça].
- Les liens internes (vers d'autres articles de Wikipédia) sont à choisir avec parcimonie. Créez des liens vers des articles approfondissant le sujet. Les termes génériques sans rapport avec le sujet sont à éviter, ainsi que les répétitions de liens vers un même terme.
- Les liens externes sont à placer uniquement dans une section « Liens externes », à la fin de l'article. Ces liens sont à choisir avec parcimonie suivant les règles définies. Si un lien sert de source à l'article, son insertion dans le texte est à faire par les notes de bas de page.
- La présentation des références doit suivre les conventions bibliographiques. Il est recommandé d'utiliser les modèles {{Ouvrage}}, {{Chapitre}}, {{Article}}, {{Lien web}} et/ou {{Bibliographie}}. Le mode d'édition visuel peut mettre en forme automatiquement les références.
- Insérer une infobox (cadre d'informations à droite) n'est pas obligatoire pour parachever la mise en page.

Pour une aide détaillée, merci de consulter Aide:Wikification.
Si vous pensez que ces points ont été résolus, vous pouvez retirer ce bandeau et améliorer la mise en forme d'un autre article.

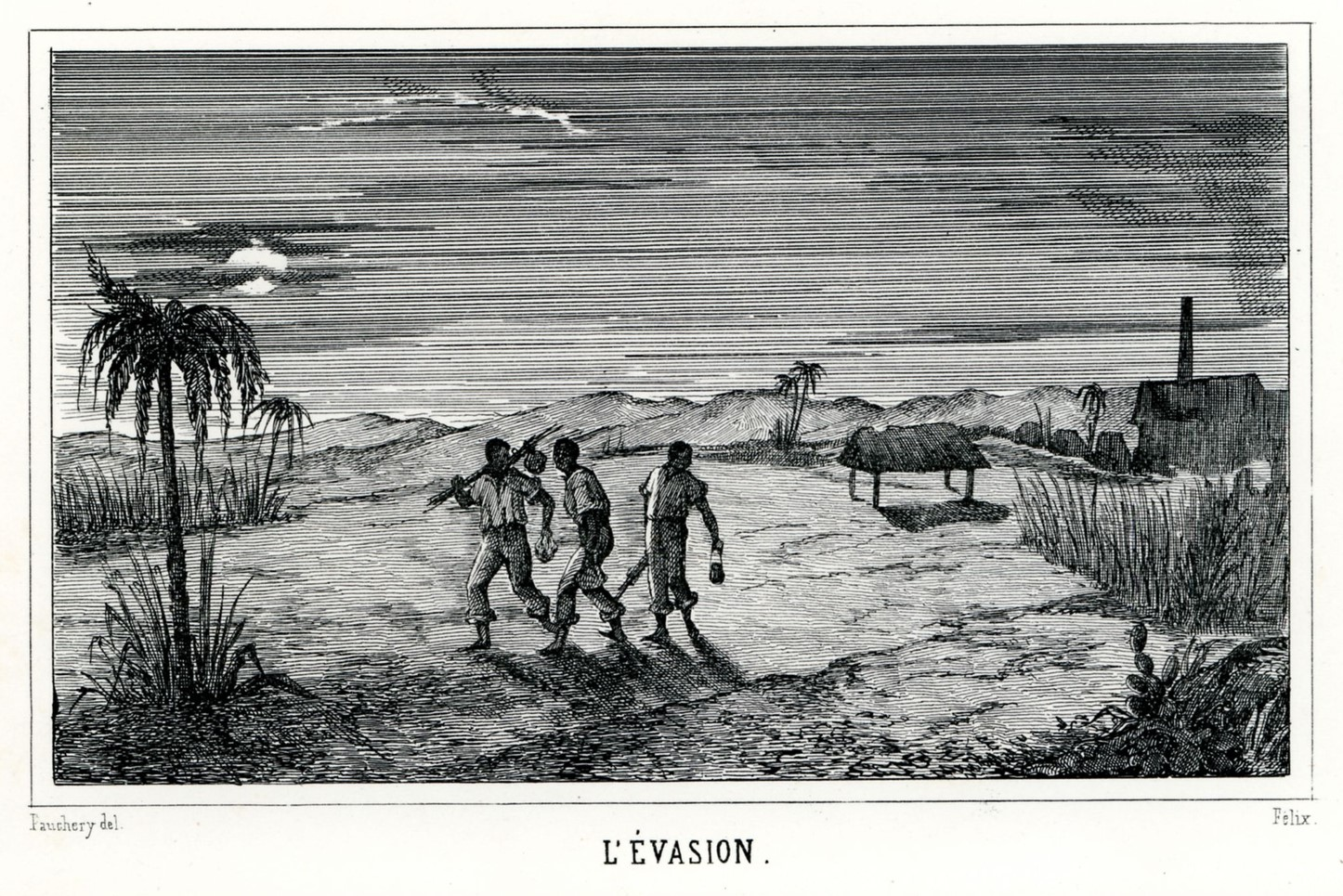
Esclaves marrons à La Réunion, illustration dessinée par Fauchery pour le livre Les Marrons de Louis Timagène Houat.

Le marronnage à Bourbon désigne l'évasion d'esclaves dans la colonie devenue aujourd'hui La Réunion. Il eut sur l'île des développements importants, sa géographie autorisant une fuite durable des esclaves dans des lieux écartés difficilement accessibles pour les chasseurs d'esclaves.
Il existe plusieurs origines étymologiques au mot « marron ». Selon Victor Schoelcher, elle viendrait du mot espagnol « cimarron », désignant un animal sauvage qui s’enfuit.

## Origine géographique des esclaves et répartition ethnique
Les esclaves de l’île Bourbon sont principalement, à l'origine, des captifs importés issus de la traite négrière, beaucoup de ceux qui sont arrivés à la Réunion sont des Makua, ou viennent de Madagascar, d'Inde, d'Asie. Principalement malgache dans les années 1740, le marronnage s'africanise jusqu'aux années 1830, lors du développement de la législation qui interdit la traite des Noirs.
- 1735: 58 % de Malgaches sur le territoire contre 12 % d'africains.
- 1765: 42 % de Malgaches et 15 % d'Africains.
- 1808: 26 % de Malgaches et 42 % d'Africains.

D'après les recherches de l'historien Prosper Ève, en 1709, 36 % des hommes étaient d'origine indienne, contre 20 % pour les femmes. Les hommes d'origine africaine représentent alors 20 % des esclaves, les femmes 10 %. Et 71 % des esclaves de l'époques avaient moins de 30 ans.
D'après le registre de déclaration des esclaves marrons du quartier de Saint-Paul (1730-1734), 80 % des marrons étaient des Malgaches, 6,3 % des Africains et 4 % Indiens, l'origine des autres reste indéterminée. Parmi ses 349 marrons, des jeunes, allant de 1 à 30 ans. Seuls 32 d'entre eux ont entre 30 et plus de 50 ans.

## Motif du marronage

### Dureté des conditions de vie des esclaves

#### Travail et châtiments
La principale source d'informations sont les notes de Charles Desbassayns, qui se présentent sous la forme d’un catalogue d’observations et de consignes concernant chacun des gardiens, commandeurs ou chefs de troupes, afin d’obtenir une meilleure productivité de la main-d’œuvre servile. Dans ses notes, Charles Desbassayns pense que pour augmenter l'efficacité du travail des esclaves, il faut les surveiller en permanence. C'est-à-dire, mettre en place une organisation reposant sur une surveillance mutuelle constante, des contrôles, des sanctions variées et sévères. Le régisseur doit :  « se créer des yeux partout, se donner des jambes, un esprit et une mémoire d’emprunt », pour que chacun se soumette à ce contrôle.
Les conditions de travail des esclaves sont dures : ils ne peuvent se reposer que dans l'après-midi du dimanche, et, dans la vie quotidienne, ils se confrontent à un travail de haute intensité. Les esclaves sont traités comme des objets, sont battus brutalement et humiliés, ils sont insuffisamment nourris, ils sont également accusés de crimes non commis.

#### Habitats précaires
Il n'y a pas de description détaillée des logements des esclaves chez Desbassayns. Mais leurs habitats sont faits de matériaux collectés sur le domaine par les travailleurs : troncs ou branches d’arbres divers, feuilles, grandes herbes de la savane pour la toiture.
« Le camp des esclaves se composait de cases, petites constructions en bois ou en torchis, dont les feuilles de lataniers en forme d'immenses éventails fournissaient le toit. Ni porte, ni fenêtre; à l'intérieur un sol puant et mal nivelé, nul mobilier, pas même quelques ustensiles de ménage ou quelque vêtement. Les occupants, une famille entière, couchaient sur des nattes en feuille de vacoa. Un petit jardin était aménagé auprès de chaque case et les noirs pouvaient y cultiver des légumes. »  

(ADR, Maréchal de Bièvre, Bourbon à l'époque révolutionnaire, manuscrit page 8).  

#### Malnutrition
Les esclaves mourraient de faim, la police procédait à des « levées de cadavres ».
Durant l’esclavage, les maîtres-esclavagistes les nourrissaient souvent avec des racines, du riz ou encore des légumes. Leurs alimentations étaient généralement végétariennes, la viande étant une denrée alimentaire noble, ils n’en bénéficiaient que très rarement. Certains avaient la chance mais ce fut très rare de pratiquer la pêche et la chasse. Ils étaient pour la plupart victimes de malnutrition. Ils manquaient de  calories et  donc de force. Les esclaves ainsi fragilisés étaient plus sensibles aux maladies et aux infections.

### Motifs spirituels et culturels
D'une part à cause de l'aspiration des esclaves pour la liberté. Ils ont l'obligation de s'orienter vers le christianisme, et l'interdiction de pratiquer leurs propres rites religieux dans les plantations. En outre, il s’agit de raisons, personnelles, religieuses et culturelles, mais surtout de survie. Les esclaves pris en Afrique et à Madagascar ont peur de mourir en mer dans les navires, car selon leur coutume traditionnelle, leur âme serait ainsi condamnée à l’errance. De plus, lorsqu’ils arrivent dans l’île, ils ont peur de mourir loin des ancêtres et ne plus pouvoir rentrer dans leur famille, et de corrompre l'éternité de leur âme. Ainsi, ils partent pour le marronnage.

## Condition de vies des marrons
Malgré les plusieurs passages, et la colonisation grandissante sur les littoraux de l’île Bourbon, les forêts du territoire sont vierges. Difficilement accessibles, elles sont les seuls endroits où l’esclave peut envisager une liberté. Une liberté à double tranchant, puisqu’en partant avec peu de choses, la vie sera compliquée pour certains et les cadavres trouvés lors d’excursions menés par les colons attesteront de la misère vécue par les marrons, selon les témoignages d’Auguste Vinson.
Une fois sa liberté arrachée, le marron, venant pour la plupart, d’Afrique ou de Madagascar, renoue peu à peu avec ses pratiques religieuses ancestrales. Mais lorsque les denrées alimentaires étaient insuffisantes, les marrons descendaient des montagnes pour piller les « habitations » des colons. Petit à petit, ils se regroupent sur plusieurs hauts plateaux, où remparts de l’île, et des liens se tissent entre les différents groupes.
- 1801: Découverte de cabanes entre les remparts du Bois-Blanc et du Tremblet.

Les camps marrons sont situés dans des lieux difficiles d’accès, comme des forêts ou des montagnes. Ils sont souvent défendus par des chiens qui les alertent de présence suspecte ou encore des pieux en bois afin de dissuader les étrangers d’entrer dans leurs demeures. Ils s’installèrent dans les Hauts de l'île et en furent donc les premiers habitants. Certains s’aventuraient même dans les coins les plus reculés comme La « vallée secrète »,, un refuge extrême pour les esclaves « marrons ». On sait par ailleurs que les anciens esclaves marrons réfugiés dans les montagnes ont su transmettre les langues et les modes de vie africains de leurs ancêtres.
Selon les recherches de l’historien Prosper Eve, les marrons ont connu une certaine expansion sur le territoire : 
- De de 1690 à 1710: le haut de la rivière des Marsouins, rivière du Mât, du Butor, des Galets, du Bernica, de Saint-gilles, de Saint-Étienne, La plaine des Cafres, Cilaos ;
- De 1710 à 1780: s'ajoute la zone du Piton de la Fournaise, Salazie, Mafate, Le Piton des Neiges, le Bras de la Plaine, La rivière de l’Est, La Forêt de Bébour, Les hauteurs du repos de Laleu[11].

## Chasse aux marrons
Après la perte de plusieurs archives, les recherches et l'archéologie n'en sont qu'à leurs débuts en ce qui concerne le marronnage à la Réunion. Malgré cela, l'historien Prosper Ève a pu récupérer quelques chiffres :
- 1725 à 1749 : découverte de 199 marrons, dont 185 tués en pleine forêt.
- 1710 à 1765 : 145 marrons tués lors de la chasse, 335 autres capturés.
- 1766 à 1788 : 390 marrons ont été trouvés, mais 351 ont été capturés, dont 39 morts.

De 1730 à 1760, de grandes battues sont menées par les autorités locales, et les colons, afin de déloger les marrons du Cirque de Cilaos, où ils avaient bâti leur capitale.
Le chasseurs d'esclaves ayant capturé le plus de marrons à Bourbon était un dénommé François Mussard. Le 27 juin 1752, il déclare qu’il y a tant de passages connus seulement des marrons qu’il ne saurait pas comment les atteindre.
C'est un épisode très sombre de l’esclavage étant donné les différents processus de chasse et de mutilations exercés sur les populations (exemple, aux Antilles on coupait le tendon d’Achille afin qu’ils ne puissent plus courir). Certains étaient tués durant la chasse, le chasseur devait même ramener une preuve à son maître afin de prouver qu’il avait réussi sa mission (c’était souvent un membre du corps de la victime).
Le marronnage est, selon le Code noir, « puni par la mutilation puis par la mort à la troisième récidive ».

## Personnalités

### Marrons
- Anchaing[12]
- Cimandef
- Héva
- Mafate

### Chasseurs d'esclaves
- Jean Dugain
- François Mussard

## Sites archéologiques
- Vallée secrète

## Dans la culture

### Littérature
- Auguste Lacaussade, Les Salaziennes, 1839.
- Eugène Dayot, Bourbon pittoresque, 1844.
- Louis Timagène Houat, Les Marrons, 1844.
- Auguste Logeais, Loisirs, 1845.
- Théodore Pavie, Une chasse aux nègres-marrons, 1845.
- Leconte de Lisle, Sacatove, 1846.

### Documentaire
- Terre Marronne, documentaire de 52 minutes réalisé par Lauren Ransan en 2015, le premier à aborder le marronnage sur l'Île de la Réunion sous un angle scientifique[13].

### Cinéma
- Ni chaînes ni maîtres, film français réalisé par Simon Moutaïrou en 2024, qui traite du marronnage dans l'île voisine de Maurice.